# Désirée Pedro
Désirée Pedro (Porto Amélia, Moçambique, 1970) é uma arquitecta portuguesa, que juntamente com o arquitecto Carlos Antunes formou o Atelier do Corvo em 1998, que foi agraciado com diversos prémios.

## Percurso
A arquitecta Armandina Desirée Tomás Pedro, nasceu em 1970, no então Porto Amélia, actual  Pemba, em Moçambique. 
Formada em Arquitectura na  FAUP, trabalhou com vários arquitectos, nomeadamente José Bernardo Távora (Ampliação de Instalações da Assembleia da República), José António Bandeirinha (Exposição “700+25 Arquitectura na UniverCidade”) e João Mendes Ribeiro (sobre o qual escreveu na Colecção Arquitectos Portugueses). 
Em 1996,  juntamente com o arquitecto Carlos Antunes funda em Miranda do Corvo o premiado Atelier do Corvo. 
A sua carreira como professora inicia-se em 2008 na Escola Superior de Artes e Design (Matosinhos), onde dá aulas no curso de  Design de Interiores. Dois anos mais tarde, torna-se numa das docentes da  Pós-graduação de “Arquitectura e habitar sustentável”. 
A partir de  2013, dá aulas no Departamento de Arquitectura da Faculdade de Ciências e Tecnologia da Universidade de Coimbra como assistente convidada. 
Em 2010 passou a fazer parte da direcção do CAPC _ Circulo de Artes Plásticas de Coimbra do qual se tornou sócia em 1987 e que é a entidade responsável pela organização da Bienal de Arte Contemporânea de Coimbra. 

## Prémios
- Prémio Municipal de Arquitectura Diogo de Castilho 2007 - Remodelação e Prefiguração do Museu das Ciências – Laboratório Chímico (projecto conjunto com João Mendes Ribeiro e Carlos Antunes).[14]

## Ligações Externas
- A Cena toda #9 - Entrevista a Désirée Pedro do Atelier do Corvo/CAPC a 6 de Novembro de 2017

- Atelier do Corvo: "A arquitetura deve ter a capacidade de nos emocionar"

- Site Oficial - Atelier do Corvo